# Máirtín Ó Cadhain
Máirtín Ó Cadhain  (20 de janeiro de 1906 - 18 de outubro de 1970) foi um dos mais proeminentes escritores de língua irlandesa do século XX. Talvez mais conhecido por seu romance de 1949 Cré na Cille, Ó Cadhain desempenhou um papel fundamental na reintrodução do modernismo literário na literatura moderna em irlandês, onde estava adormecido desde a execução de Patrick Pearse em 1916. Politicamente, Ó Cadhain foi um republicano irlandês e marxista anticlerical, que promoveu o Athghabháil na hÉireann ("Reconquista da Irlanda"), (significando tanto a descolonização quanto a re-gaelicização). Ó Cadhain também foi membro do Exército Republicano Irlandês (IRA) pós-Guerra Civil e foi internado pelo Exército Irlandês no Campo de Curragh com Brendan Behan e muitos outros membros do IRA durante a Emergência.

## Carreira literária
Nascido em Connemara, tornou-se professor, mas foi demitido devido à sua filiação ao Exército Republicano Irlandês (IRA). Na década de 1930, ele serviu como oficial de recrutamento do IRA, recrutando o escritor Brendan Behan. Durante este período, ele também participou da campanha terrestre de falantes nativos, que levou ao estabelecimento do neo-Gaeltacht Ráth Cairn no Condado de Meath. Posteriormente, ele foi preso e internado durante os anos de emergência no Campo de Curragh no Condado de Kildare, devido ao seu envolvimento contínuo no IRA.
A política de Ó Cadhain era o republicanismo irlandês misturado com o marxismo e a política radical, e depois temperado com um anticlericalismo retórico. Em seus escritos, no entanto, sobre o renascimento da língua irlandesa, Ó Cadhain foi muito prático sobre a Igreja Católica na Irlanda, mas exigiu compromisso com o renascimento da língua dos padres católicos romanos. Era sua opinião que, como a Igreja estava lá de qualquer maneira, seria melhor se o clero estivesse mais disposto a se dirigir aos seus fiéis na língua irlandesa.

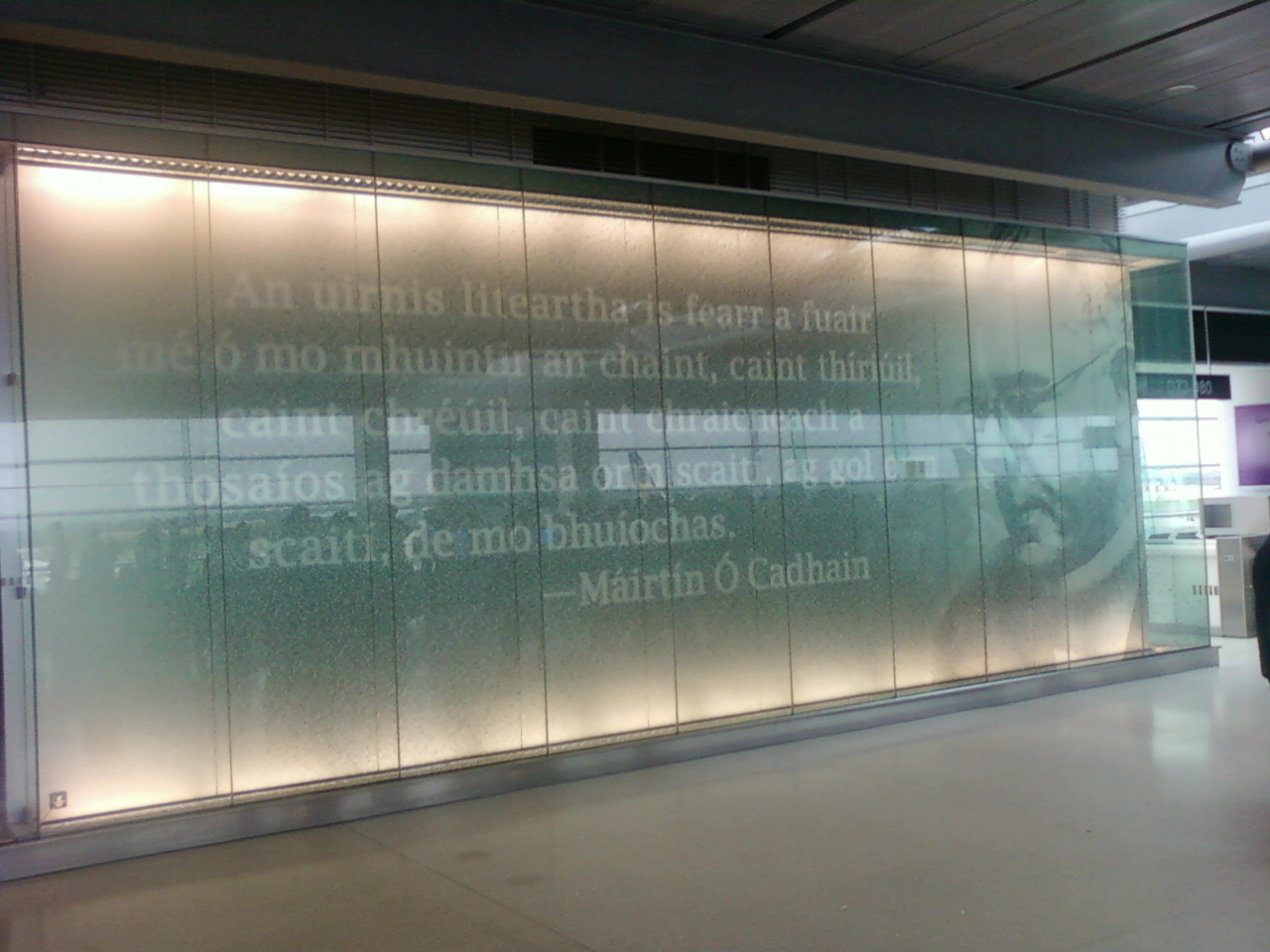
Memorial a Ó Cadhain no Aeroporto de Dublin: "A melhor ferramenta literária que recebi do meu pessoal é a língua - uma linguagem caseira, terrosa, polida que às vezes pode me começar a dançar e às vezes me começar a chorar, às vezes apesar de mim mesmo"

Como escritor, Ó Cadhain é reconhecido como uma parte importante do renascimento da literatura modernista nos irlandeses, onde estava em grande parte adormecida desde a execução de Patrick Pearse em 1916. Ó Cadhain criou uma linguagem literária para sua escrita a partir dos dialetos Conamara Theas e Cois Fharraige do irlandês Connacht, mas ele foi frequentemente acusado de um uso desnecessariamente dialetal na gramática e ortografia, mesmo em contextos onde uma representação realista do vernáculo Connemara não era necessária. Ele também estava feliz em experimentar empréstimos de outros dialetos, irlandês clássico e até gaélico escocês. Consequentemente, muito do que Ó Cadhain escreveu é, como a poesia do colega experimentalista linguístico Liam S. Gógan, supostamente muito difícil de entender para um falante não nativo.
Foi um prolífico escritor de contos. Suas coleções de contos incluem Cois Caoláire, An Braon Broghach, Idir Shúgradh agus Dháiríre, An tSraith Dhá Tógáil, An tSraith Tógtha e An tSraith ar Lár. Ele também escreveu três romances, dos quais apenas Cré na Cille foi publicado durante sua vida. Os outros dois, Athnuachan e Barbed Wire, apareceram no prelo apenas recentemente. Ele traduziu o romance de Charles Kickham Sally Kavanagh para o irlandês como Saile Chaomhánach, nó na hUaigheanna Folmha. Ele também escreveu vários panfletos políticos ou linguo-políticos. Suas visões políticas podem ser mais facilmente discernidas em um pequeno livro sobre o desenvolvimento do nacionalismo e radicalismo irlandeses desde Theobald Wolfe Tone, Tone Inné agus Inniu; e no início dos anos sessenta, ele escreveu – em parte em irlandês, em parte em inglês – uma pesquisa abrangente sobre o status social e o uso real da língua no oeste da Irlanda, publicada como An Ghaeilge Bheo – Destined to Pass. Em agosto de 1969, ele proferiu um discurso (publicado como Gluaiseacht na Gaeilge: Gluaiseacht ar Strae) no qual falou do papel que os falantes irlandeses deveriam assumir no "athghabháil na hÉireann", ou a "reconquista da Irlanda", como James Connolly cunhou o termo pela primeira vez.
Ele e Diarmaid Ó Súilleabháin foram considerados os dois autores de língua irlandesa mais inovadores a surgir nos anos 1960. Ó Cadhain teve frequentes dificuldades para editar seu trabalho, mas escritos inéditos têm aparecido pelo menos a cada dois anos desde a publicação de Athnuachan em meados dos anos noventa.
Em 1956, com 50 anos de idade, foi nomeado professor no Departamento de Irlandês no Trinity College Dublin, apesar de não ter um diploma ou outras credenciais acadêmicas típicas. Ele foi nomeado professor associado de irlandês e chefe de departamento quatorze anos depois, em 1969. Em 1970 ele foi nomeado como Chair (professor titular) e foi feito um fellow da universidade antes de sua morte no mesmo ano.
Uma sala de aula no Trinity College Dublin tem o nome de Ó Cadhain. Há também um busto de bronze dele no departamento irlandês da universidade.

## Atividade política
O interesse de Ó Cadhain pelo republicanismo irlandês cresceu depois que ele começou a ler An Phoblacht, um jornal republicano com fortes ligações ao Exército Republicano Irlandês que publica artigos em inglês e irlandês. Enquanto vivia em Camus, Condado de Galway (uma aldeia de língua irlandesa Gaeltacht), ele residiu com Seosamh Mac Mathúna, que era membro do IRA desde 1918. Seu tempo com Mac Mathúna o levou ainda mais ao caminho do republicanismo e, eventualmente, Mac Mathúna trouxe Ó Cadhain para o IRA. Como membro, ele defendeu uma análise marxista da Irlanda e foi um defensor particular do "Athghabháil na hÉireann" (em português: "A Reconquista da Irlanda"), um conceito de James Connolly que sugere que a língua irlandesa só poderia ser salva pelo socialismo, já que a língua inglesa é uma ferramenta dos capitalistas.
Em 1932, Ó Cadhain, juntamente com Mac Mathúna e Críostóir Mac Aonghusa (um professor local, ativista e conselheiro do condado) fundou a Cumann na Gaedhealtachta (Associação Gaeltacht), um grupo de pressão para fazer lobby em nome daqueles que vivem nas áreas de Gaeltacht na Irlanda. Ele formou um grupo semelhante em 1936 chamado Muinntir na Gaedhealtachta (o Povo Gaeltacht). Um dos sucessos desses grupos foi o estabelecimento do Ráth Chairn Gaeltacht, no qual uma nova comunidade de língua irlandesa foi criada no Condado de Meath. Ó Cadhain argumentou que a única maneira pela qual os falantes da língua irlandesa poderiam prosperar era se os esforços para promover a língua fossem combinados com dar aos falantes de irlandês boas terras para trabalhar, de modo a dar-lhes uma oportunidade de sucesso econômico também.
Em 1936, Ó Cadhain trabalhava como professor em Carnmore, Condado de Galway, há quatro anos, quando foi demitido de seu cargo pelo bispo católico romano de Galway por suas crenças republicanas, que foram consideradas "subversivas". Ele havia participado recentemente de uma comemoração em Bodenstown para homenagear seu ídolo Wolfe Tone, que havia sido proibido pelo governo. Posteriormente, mudou-se para Dublin, onde atuou como recrutador para o IRA, no qual foi bastante bem-sucedido. Em abril de 1938, foi nomeado para o Conselho do Exército do IRA e tornou-se seu secretário. Em 1939 ele estava "foragido" das autoridades irlandesas e em setembro do ano tinha sido preso e encarcerado até dezembro. A passagem de Ó Cadhain pelo Conselho do Exército, no entanto, durou pouco; ele renunciou em protesto contra o Plano S, uma campanha de sabotagem contra o Estado britânico durante a Segunda Guerra Mundial, alegando que qualquer tentativa de "libertar" politicamente a Irlanda do Norte não tinha sentido a menos que o povo também fosse "economicamente libertado".
Em 1940, ele fez uma oração no funeral de seu amigo Tony Darcy, que havia morrido em greve de fome na prisão de Mountjoy em busca do status de preso político. Após o funeral, ele foi novamente preso e preso, desta vez para passar quatro anos com centenas de outros membros do IRA no Curragh. O amigo de Ó Cadhain, Tomás Bairéad, fez campanha pela sua libertação e eles encontraram sucesso em 26 de julho de 1944, quando Ó Cadhain foi autorizado a sair. Durante o tempo de Ó Cadhain no Curragh, ele ensinou a muitos dos outros prisioneiros a língua irlandesa.
Após seu tempo no Curragh, Ó Cadhain se afastou da política para se concentrar em sua escrita. Por um longo período, ele se tornou amargo com o republicanismo irlandês, mas na década de 1960 mais uma vez se identificou com sua perspectiva. No início dos Conflitos na Irlanda do Norte, ele saudou a resistência ao domínio britânico, bem como a ideia de uma luta armada, e mais uma vez afirmou sua visão marxista sobre a situação; "o capitalismo deve ir tão bem quanto a fronteira".
Durante a década de 1960, ele mais uma vez se jogou em campanha em nome da língua irlandesa, desta vez com o grupo Misneach ("Coragem"). O grupo resistiu aos esforços dos grupos de reforma para não tornar mais obrigatório que um estudante passe em um exame irlandês para receber um certificado de saída, bem como a exigência de que aqueles que procuram emprego no setor público precisavam ser capazes de falar irlandês. Misneach usou táticas de desobediência civil influenciadas por Saunders Lewis, o defensor da língua galesa e fundador do Plaid Cymru.
Ó Cadhain foi uma figura-chave no movimento pelos direitos civis de 1969, Gluaiseacht Chearta Sibhialta na Gaeltachta.

## Vida pessoal
Ele morreu em 18 de outubro de 1970 em Dublin e foi enterrado no cemitério Mount Jerônimo.

## Publicações

### Romances
- Athnuachan. Coiscéim. Baile Átha Cliath 1995 (póstumo)
- Barbed Wire. Edited by Cathal Ó hÁinle. Coiscéim, Baile Átha Cliath 2002 (póstumo)
- Cré na Cille. Sáirséal agus Dill, Baile Átha Cliath 1949/1965.
  - Translated as The Dirty Dust. Yale Margellos, New Haven 2015; Graveyard Clay. Yale Margellos, New Haven 2016.

### Coletâneas de contos
- An Braon Broghach. An Gúm, Baile Átha Cliath 1991
- Cois Caoláire. Sáirséal – Ó Marcaigh, Baile Átha Cliath 2004
- Idir Shúgradh agus Dáiríre. Oifig an tSoláthair, Baile Átha Cliath 1975
- An tSraith dhá Tógáil. Sáirséal agus Dill, Baile Átha Cliath 1970/1981
- An tSraith Tógtha. Sáirséal agus Dill, Baile Átha Cliath 1977
- An tSraith ar Lár. Sáirséal Ó Marcaigh, Baile Átha Cliath 1986
- The Road to Brightcity. Poolbeg Press, Dublin 1981
- Dhá Scéal / Two Stories. Arlen House, Galway 2007
- An Eochair / The Key. Dalkey Archive Press, Dublin 2015
- The Dregs of the Day. Yale University Press, New Haven 2019

### Jornalismo e escritos diversos
- Foclóir Mháirtín Uí Chadhain. (obra lexicográfica escrita e compilada entre 1937 e 1946) Um Gúm, Baile Átha Cliath 2021
- Caiscín. (artigos publicados no Irish Times 1953-56. Editado por Aindrias Ó Cathasaigh.) Coiscéim, Baile Átha Cliath 1998
- Tone Inné agus Inniu. Coiscéim, Baile Átha Cliath 1999
- Ó Cadhain i bhFeasta. Edited by Seán Ó Laighin. Clódhanna Teoranta, Baile Átha Cliath 1990
- An Ghaeilge Bheo – Destined to Pass. Editado por Seán Ó Laighin. Coiscéim, Baile Átha Cliath 2002.
- Caithfear Éisteacht! Aistí Mháirtín Uí Chadhain in Comhar (ou seja, os ensaios de Máirtín Ó Cadhain publicados na revista mensal Comhar). Editado por Liam Prút. Comhar Teoranta, Baile Átha Cliath 1999